# NGC 6150B
NGC 6150B is een lensvormig sterrenstelsel in het sterrenbeeld Hercules. Het hemelobject werd op 18 maart 1787 ontdekt door de Duits-Britse astronoom William Herschel.

## Synoniemen
- MCG 7-34-27
- IRAS 16240+4035
- PGC 58100